# Nash Music Library
Nash Music Library（ナッシュミュージックライブラリー）は、株式会社ナッシュスタジオが運営する著作権ロイヤリティーフリーのサウンド素材ライブラリー。別称「FREE USE MUSIC (フリーユースミュージック)」。

## 概要
1983年にナッシュスタジオ前代表である梨木良成が創業。創業当初から著作権ロイヤリティフリーの使用許諾システムを構築し、株式会社ナッシュスタジオが自社にて制作・供給・管理を行っている。テレビ番組・ラジオ・CM・ゲーム、動画などのコンテンツ制作にはシーン、テーマに合ったBGM・効果音が必要とされるため、業務使用を前提に幅広いスタイルのサウンド素材を取り扱っている。業務用のCDとして発売されるほか、ウェブサイトでのダウンロード販売も行っている。
ウェブサイトでは一般的な音楽ジャンルだけではなく、業務向けにカテゴライズされた用途・シーン別に検索できる。キャッチコピーには「選ぶ創造・溢れるイメージ」が使用されている。
比較的安価でライセンス条件も厳しすぎないことから、テレビ・ラジオ番組はもちろんのこと、多数の映像作品や店舗内放送などで幅広く使用されている。
2018年には店舗オーナーやライブ配信者等の一般ユーザー向けにNash Music Libraryの楽曲を配信する、月額制のBGMストリーミングサービス「ナッシュ音楽チャンネル」が開始された。
2020年6月より、個人での試聴を目的としたSpotifyへの配信が開始された（商用利用は不可）。
2024年2月より、ニコニコを運営するドワンゴと音楽著作権と楽曲原盤に関する包括的な使用許諾契約を締結し、ガイドラインの範囲内であればナッシュスタジオへの別途許諾を必要とせず、同サイトへの投稿作品に楽曲原盤が使用できるようになった。また、ニコニ・コモンズでの楽曲原盤のダウンロードが可能になった。